# Buisson (Vaucluse)
Buisson – miejscowość i gmina we Francji, w regionie Prowansja-Alpy-Lazurowe Wybrzeże, w departamencie Vaucluse.
Według danych na rok 1990 gminę zamieszkiwało 195 osób, a gęstość zaludnienia wynosiła 21 osób/km² (wśród 963 gmin regionu Prowansja-Alpy-W. Lazurowe Buisson plasuje się na 618. miejscu pod względem liczby ludności, natomiast pod względem powierzchni na miejscu 716.).